# Paul Möhler

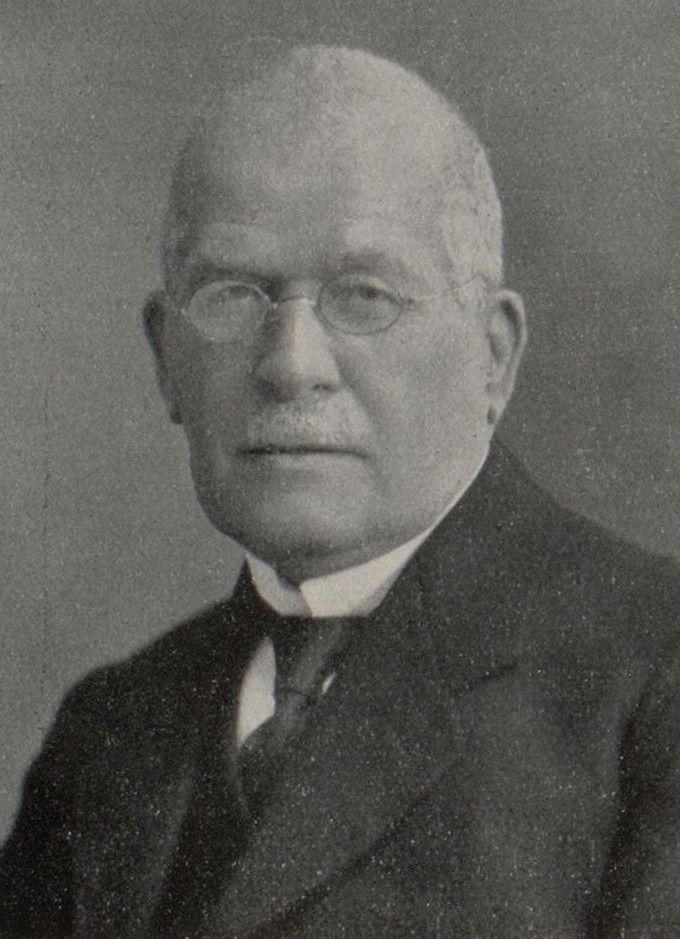
Paul Möhler

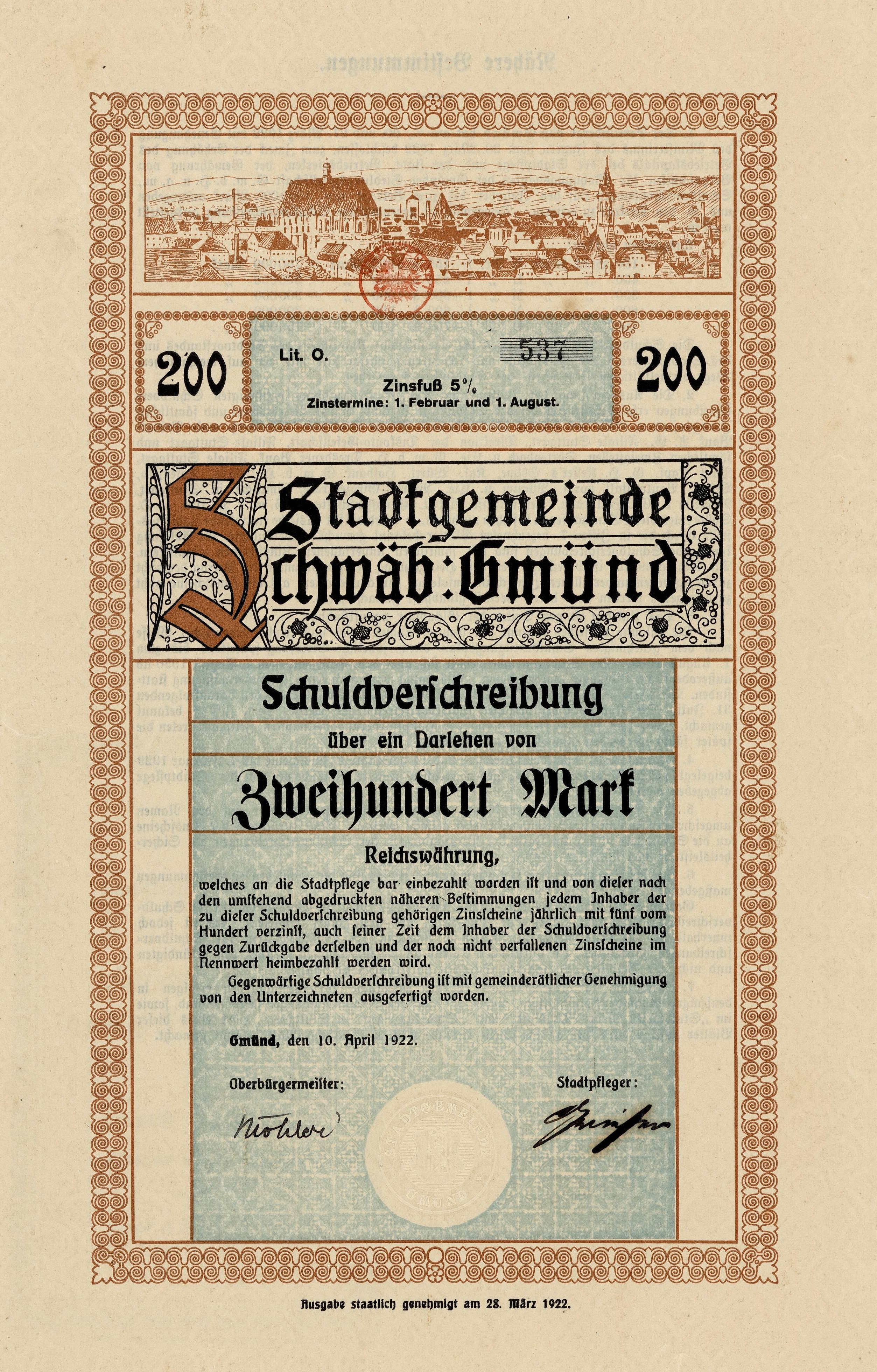
Schuldverschreibung der Stadtgemeinde Schwäbisch Gmünd vom 10. April 1922 mit Unterschrift von Oberbürgermeister Möhler

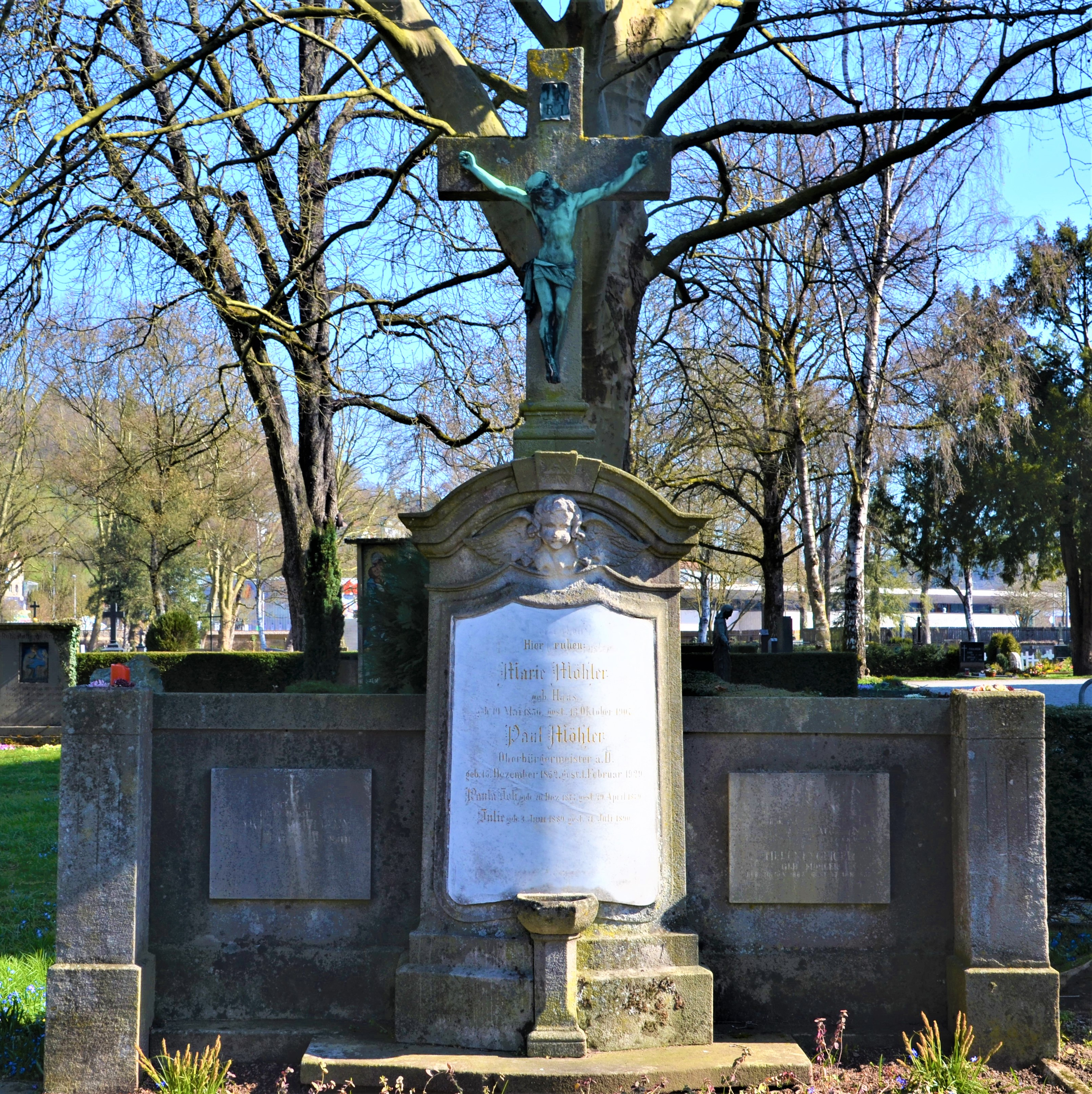
Grabmal auf dem Gmünder Leonhardsfriedhof

Paul Anton Möhler (* 15. Dezember 1852 in Gmünd; † 1. Februar 1929 ebenda) war ein deutscher Politiker der Zentrumspartei und langjähriger Oberbürgermeister der Stadt Gmünd. 

## Leben
Möhler besuchte nach Abschluss der Oberrealschule das Polytechnikum und die Baugewerkeschule in Stuttgart. Anschließend war er in Schwäbisch Hall und Jagstfeld im Baugewerbe tätig. 1875 ließ er sich in Gmünd als Bauunternehmer nieder.
Möhler war von 1882 bis 1888 Mitglied des Bürgerausschusses und dort Obmann. 1888 wurde Möhler zunächst in den Gemeinderat und am 15. Februar 1894 zum Stadtschultheißen gewählt, nachdem sein Vorgänger Adolph Untersee im November 1893 überraschend verstorben war. Am 25. Februar 1903 wurde er zum Oberbürgermeister ernannt.
In seine Amtszeit als Stadtoberhaupt fielen der Bau des Wasserwerks und die Errichtung einer städtischen Kläranlage sowie weitere Infrastrukturprojekte, der Erwerb des heutigen Stadtgartens von der Familie Stahl von Pfeilhalde und der Bau der Städtischen Badeanstalt (1901–1902), zudem die Erweiterung des Rathauses. Unter Möhler wurden diverse Schritte zur Entwicklung Gmünds als Schulstadt erwirkt, so wurden 1898 die Landwirtschaftliche Winterschule und eine eigene Handelsschule eingerichtet, 1903/04 das Realgymnasium (heute Parler-Gymnasium) erbaut sowie 1909/10 die Einrichtung einer Knabenvolksschule im Klösterle erreicht. Möhler begleitete den Bau des neuen Lehrerseminars in der Lessingstraße sowie den Neubau der Königliche Fachschule für Edelmetallindustrie. Zu den Verdiensten Möhlers zählt auch die Einrichtung der Bahnstrecke Gmünd-Göppingen. 1922 ging er als Oberbürgermeister der Stadt Gmünd in den Ruhestand, nachdem er bereits 1919 zum Ehrenbürger ernannt worden war.
Bei der Wahl zur Verfassungsgebenden Landesversammlung am 12. Januar 1919 kandidierte Möhler auf Platz 33 der Landesliste der Zentrumspartei, konnte aber zunächst kein Mandat erringen, da das Zentrum lediglich 31 Sitze erhielt. Am 23. September 1919 rückte Möhler in die Landesversammlung nach, nachdem der ursprünglich gewählte Vertreter, sein Parteikollege Camill Hepp, sein Mandat niederlegte. Während seiner Mandatszeit gehörte Möhler vom 4. Oktober 1919 bis Februar 1920 dem Volksschulausschuss und ab Februar 1920 dem Finanzausschuss der Verfassungsgebenden Landesversammlung an. Ab 30. April 1920 war er zusätzlich Vorsitzender des Ausschusses zur Beratung des Entwurfs eines Landtagswahlgesetzes, und seit 5. Mai 1920 Vorsitzender im Ausschuss zur Beratung des Entwurfs eines Amtsblattgesetzes.
Am 6. Juni 1920 wurde Paul Möhler als Spitzenkandidat des Wahlkreises XI (Gmünd-Schorndorf-Welzheim) in den 1. Landtag des freien Volksstaates Württemberg gewählt. Er war stellvertretender Vorsitzender des Finanzausschusses und ab 16. Juli 1921 Mitglied im Sonderausschuss für den Entwurf eines Gesetzes betreffend die staatliche Polizeiverwaltung. Am 4. November 1920 wurde er vom Landtag als stellvertretendes Mitglied des Württembergischen Strafgerichtshofes gewählt und am 28. Juni 1924 sowie am 5. Juli 1928 in dieser Funktion bestätigt.
Seit 1871 war er Mitglied der katholischen Studentenverbindung AV Alania Stuttgart im CV. Im Dezember 1901 war Möhler Zweiter Vizepräsident beim Katholikentag in Ulm.
Möhler starb an den Folgen eines Schlaganfalls und wurde auf dem Leonhardsfriedhof in Schwäbisch Gmünd beigesetzt.

## Auszeichnungen
- Ritter I. Klasse des Friedrichs-Ordens
- König-Karl-Jubiläumsmedaille
- Wilhelmskreuz
- Ehrenbürger der Stadt Gmünd (28. Mai 1919)[2]
- Ehrenvorsitzender der Gmünder Ortsgruppe der Zentrumspartei[3]